# Castro Valley
Castro Valley és una concentració de població designada pel cens dels Estats Units a l'estat de Califòrnia. Segons el cens del 2000 Census tenia 57.262 habitants.

## Demografia
Segons el cens del 2000, Castro Valley tenia 57.292 habitants, 21.606 habitatges, i 15.016 famílies. La densitat de població era de 1.533 habitants/km².
Dels 21.606 habitatges en un 32,3% hi vivien nens de menys de 18 anys, en un 54% hi vivien parelles casades, en un 11% dones solteres, i en un 30,5% no eren unitats familiars. En el 23,2% dels habitatges hi vivien persones soles el 9,3% de les quals corresponia a persones de 65 anys o més que vivien soles. El nombre mitjà de persones vivint en cada habitatge era de 2,58 i el nombre mitjà de persones que vivien en cada família era de 3,05.
Per edats la població es repartia de la següent manera: un 23,7% tenia menys de 18 anys, un 6,8% entre 18 i 24, un 29,8% entre 25 i 44, un 25% de 45 a 60 i un 14,7% 65 anys o més.
L'edat mediana era de 39 anys. Per cada 100 dones de 18 o més anys hi havia 91 homes.
La renda mediana per habitatge era de 64.874 $ i la renda mediana per família de 73.060 $. Els homes tenien una renda mediana de 51.068 $ mentre que les dones 38.907 $. La renda per capita de la població era de 30.454 $. Entorn del 2,7% de les famílies i el 4,5% de la població estaven per davall del llindar de pobresa.

## Poblacions properes
El següent diagrama mostra les poblacions més properes.